# Tancredi
Tancredi és una òpera (melodrama eroico, òpera seria o òpera heroica) en dos actes del compositor Gioachino Rossini sobre un llibret de Gaetano Rossi, basat en part en l'obra de Voltaire Tancrède (1759) i en Gerusalemme liberata de Torquato Tasso. L'òpera va fer la seva primera aparició al Teatro La Fenice deVenècia el 6 de febrer de 1813. Malgrat que Rossini la va compondre primer amb un final feliç, finalment li donà un final tràgic per emular el Tancredi original de Voltaire.
Com que Il signor Bruschino es va estrenar a final de gener, el compositor va haver de completar Tancredi en menys d'un mes. L'obertura, manllevada de La pietra del paragone, és un exemple popular de l'estil característic de Rossini i es realitza regularment en concerts i gravacions. Tancredi, un melodrama heroic, és la primera obra important de Rossini i, juntament amb L'italiana in Algeri, que és del mateix any, el compositor va esdevenir molt cèlebre i famós amb només 21 anys. L'obra va tenir una llarga i brillant carrera a Europa i va ser, per als teatres alemanys, el punt de partida d'una invasió de l'òpera italiana contra la qual es revoltarien Weber i posteriorment Wagner.
La primera òpera seriosa de Rossini va triomfar gràcies a les àries dels solistes, als duos d'amor i sobretot per la cèlebre entrada de Tancredi. El cavaller Tancredi, que havia estat desterrat a Siracusa, desembarca a Sicília i canta la seva doble alegria, a la vegada tenyida per l'amargor i la sospita per poder a tornar a veure al mateix temps a la seva ingrata pàtria i a la seva estimada, encara que potser infidel, Amenaide.
Considerat per Stendhal, el primer biògraf de Rossini, com "la millor entre les obres mestres del compositor", i el va descriure com "un autèntic llamp d'un cel clar i blau per al teatre líric italià", el seu llibretista Gaetano Rossi. assenyala que, amb ell, "Rossini va ascendir a la glòria". Richard Osborne proclama que és "la seva òpera seria en tota regla i el va establir, més o menys instantàniament, com el principal compositor d'òpera contemporània d'Itàlia".
Tot i que la versió original tenia un final feliç (com exigeix la tradició de l'opera seria), poc després de l'estrena de Venècia, Rossini —que encara era més un neoclàssic que un romàntic, com assenyala Servadio— va fer reelaborar al poeta Luigi Lechi el llibret per emular el tràgic final original de Voltaire. En aquest nou final, presentat al Teatro Comunale de Ferrara el 21 de març de 1813, Tancredi guanya la batalla però queda ferit de mort, i només llavors s'assabenta que Amenaide mai el va trair. Argirio casa els amants a temps perquè Tancredi mori als braços de la seva dona.
Tal com han afirmat Philip Gossett i Patricia Brauner, va ser el redescobriment de la partitura d'aquest final l'any 1974 (tot i que en altres llocs Gossett aporta proves que va ser el 1976) el que va donar lloc a la versió que s'acostuma a interpretar avui dia.

## Història de la composició
Quan tenia vint anys, la reputació de Rossini havia crescut de tal manera que era considerat "'a maestro di cartello', un compositor que només el seu nom ja garanteix un públic". L'èxit amb La pietra del paragone per a Milà al setembre va ser gran, però els retards van fer que arribés tard a Venècia per al seu següent encàrrec al Teatre San Moisè, L'occasione fa il ladro. Altres comèdies havien precedit L'occasione, però el seu èxit va assegurar una cinquena òpera per a aquella casa. Es tractava d'Il Signor Bruschino, que es va presentar el 27 de gener de 1813 i que el compositor va escriure més o menys paral·lelament mentre preparava Tancredi, un encàrrec per a aquesta òpera que va ser acceptat de la casa més prestigiosa de Venècia, La Fenice, la tardor anterior.
S'havien preparat altres tractaments de la història de Tancredi, el més recent era el de Stefano Pavesi el 1812. No obstant això, moltes de les invencions formals de Rossini, vistes a les seves òperes anteriors en un acte, s'incorporen aquí amb gran efecte i formalisme. Com assenyala Gossett: "L'òpera va establir una nova síntesi formal, nous models compositius, amb, a través i malgrat els quals havien d'operar els compositors italians".
El final revisat de Ferrara, març de 1813
Aquesta versió revisada de l'òpera, que es va presentar a Ferrara un mes després de la seva estrena a Venècia, incorpora el final original de Voltaire. La música per aquest final va desaparèixer i no va ser descoberta fins al 1976.
Acte I: El duet L'aura che interno spiri del primer acte (la primera trobada entre la parella) va ser eliminat i reemplaçat per Lasciami: non t'ascolto del segon acte, fet que Richard Osborne ho veu "com la introducció d'una nota no del tot plausible de la confrontació en la primera trobada dels amants".
Acte II, finale: Tornen les tropes victorioses portant a Tancredi moribund a causa de les ferides rebudes en combat. Solamir, en morir, ha garantit l'honor i innocència d'Amenaide. Tancredi perdona a la seva promesa i mor en els seus braços.
Segons Richard Osborne, la revisió de Ferrara no van ser un èxit i "Rossini la va retirar i, com era el seu costum, va redistribuir una part de la música en obres posteriors". A Divas and Scholars, el musicòleg Philip Gossett relata com va ser redescobert aquest final:
Fins a mitjans de la dècada de 1970, no se sabia que existís aquesta partitura [...]. L'últim comte Giacomo Lechi de Brescia ... [el predecessor del qual va ser l'escriptor Luigi Lechi, que havia preparat el text de Ferrara] ... estava revisant els papers de la família el 1976, i va trobar diversos manuscrits musicals [un dels quals portava la […] certificació [de Rossini]: "Declaro (i no sense vergonya) que aquest és un autògraf meu de 1813!!" (amb data de 22 de novembre 1867).
Després del descobriment, el 1976 va començar la preparació de l'edició crítica de la Fundació Rossini per part de Philip Gossett i altres musicòlegs a la Universitat de Chicago.
Revisió de Milà del desembre de 1813
A més de restaurar el final feliç, el desembre 1813 i a temps per a l'estrena de Milà al nou Teatro Ré, Rossini també va restaurar el tall del segon duo i va reescriure i revisar el tall de l'ària d'Argirio. Altres canvis incloïen que Roggiero passava a ser un tenor amb una nova ària Torni d'amor la face, dues àries més compostes per Argirio, i dos duets per Tancredi i Amenaide van ser restaurats a les seves ubicacions originals.
Per al moment en què Tancredi i Amenaide es retroben feliçment, va compondre un "una nou rondo en lloc de la més elaborada gran scena de la partitura original, després que Tancredi coneix a través d'Argirio que la carta va ser escrita per ell, i no per Solamir (en comptes de l'existència d'una negació de Solamir).

## Representacions
Segle XIX

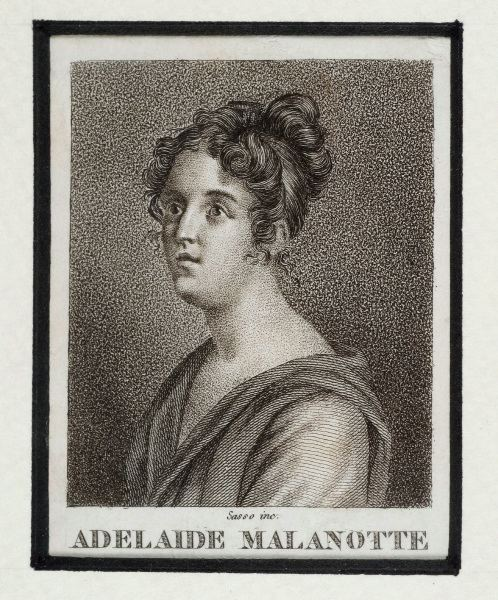
Adelaide Malanotte, mezzosoprano que va crear el paper de Tancredi

Tancredi es va estrenar el 6 de febrer de 1813 a La Fenice de Venècia amb la contralt Adelaide Malanotte en el paper protagonista i la soprano Elisabetta Manfredini-Guarmani en la part d'Amenaide. Les dues cantants gaudien d'enorme fama, encara que circulaven rumors d'una presumpta debilitat de la Malanotte cap al tabac i l'alcohol. Segons Stendhal, Malanotte, com altres dives en la «flor de l'edat, el talent i els capricis» hauria rebutjat una ària, la de l'entrada de la prima donna i, com a tal, decisiva per a la bona marxa de la representació. Però a Rossini no li mancava la sang freda ni la imaginació. El resultat fou una segona cavatina amb una segona part (Di tanti palpiti) que es convertiria en el passatge «més cantat del món». La interpretació que en feu la cantant Giuditta Pasta va contribuir a popularitzar-la.
Les dues primeres actuacions van patir a causa de problemes vocals de les seves dues principals cantants femenines, però l'èxit va anar creixent a partir de la tercera representació, on va agradar de forma especial la simfonia, més de sis actuacions en el mes següent i quinze en total. Tancredi va portar la fama de Rossini fins als núvols. Stendhal explica l'anècdota, probablement exagerada, que un jutge venecià va haver d'acabar prohibint que els que esperaven el seu torn a la sala d'espera cantessin la cabaletta de Tancredi Di tanti palpiti.
Va ser ràpidament representada de nou, però en una versió revisada, a Ferrara al març d'aquest any, tornant al tràgic final que va escriure Voltaire, però el públic no li va agradar i les actuacions posteriors es va tornar al final de Venècia, amb una nova revisió que apareixeria a Milà al desembre. Gossett va establir el 1971 que, més tard, Rossini també va participar en altres revisions per a actuacions en altres parts d'Itàlia, incloent-hi la del Teatro Comunale de Bolonya el 1814 i l'estrena de Nàpols feta al Teatro del Fondo el 1816 i novament el 1818.

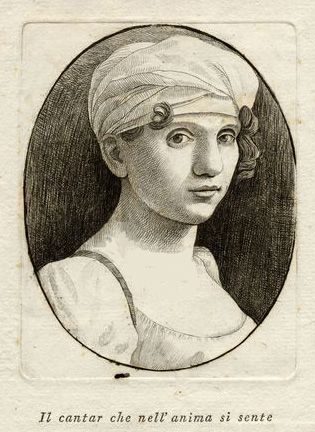
Elisabetta Manfredini, que va crear Amenaide

No obstant això, fou la versió milanesa de desembre de 1813 la que va esdevenir una mena de forma definitiva, i en aquesta forma es va representar per tot Itàlia. Alguns teatres italians van presentar la versió de Venècia, incloent-hi el Teatro Apollo de Roma (1814), el Teatro Regio de Torí (1814 i 1829), de nou La Fenice (1815, 1823 i 1833), i el Teatro San Moisè de Venècia el març de 1816 quan, en una altra revisió, en la qual Solamir moribund professa la innocència d'Amenaide i Tancredi torna a casa triomfant. Moltes altres ciutats van veure l'òpera, incloent-hi Florència (en 1814, 1816 i 1825), Pàdua (1814), Liorna (1815), Vicenza (1816), Macerata (1817), Camerino (1828), Viterbo (1828), Milà (1829) i Trieste (1830).
Fora d'Itàlia, a Catalunya, el teatre de la Santa Creu la va presentar a Barcelona el 5 de maig de 1817 i posteriorment en les temporades de 1820-1821 i 1824-1825. Després es va veure a Corfú (1822), Lisboa (com Tacredo) (1826) i Ginebra (1828). L'òpera va ser estrenada a Anglaterra al King's Theatre de Londres el 4 de maig de 1820 amb Fanny Corri-Paltoni com a Amenaide. L'estrena francesa va ser pel Théâtre-Lyrique Italien a la Salle Louvois de París el 23 d'abril de 1822 amb Giuditta Pasta en el paper protagonista. Va ser vista a Portugal per primera vegada al Teatre Nacional de São Carlos el 18 de setembre de 1822 (com a Tancredo) i es va estrenar a La Scala el 8 de novembre de 1823 amb Brigida Lorenzani com a Tancredi.
L'estrena als Estats Units va ser el 31 de desembre de 1825 al Park Theatre de Nova York utilitzant la versió de Ferrara revisada per Lechi. L'Òpera de París va muntar l'obra per primera vegada amb Maria Malibran en el paper principal el 30 de març de 1829. Després de la posada en escena el 1833 al Teatro Comunale de Bolonya, Tancredi no es va muntar cap altra vegada fins a gairebé 120 anys més tard. A la primera meitat del segle xix, Rossini era tot un ídol a Europa. Com a anèdota, Beethoven, per tal d'atraure més l'atenció del públic en la seva de la Novena simfonia, va fer interpretar d’afegitó una ària de Tancredi.

### Segle XX
El Maggio Musicale Fiorentino es va reviure l'obra el 17 de maig de 1952 amb Giulietta Simionato en el paper protagonista, Teresa Stich-Randall com a Amenaide, Francesco Albanese com a Argirio, Mario Petri com a Orbazzano i Tullio Serafin com a director. L'òpera també es va oferir al Collegiate Theatre com a part del Festival de Camden de l'abril de 1971 per la Basilica Opera.

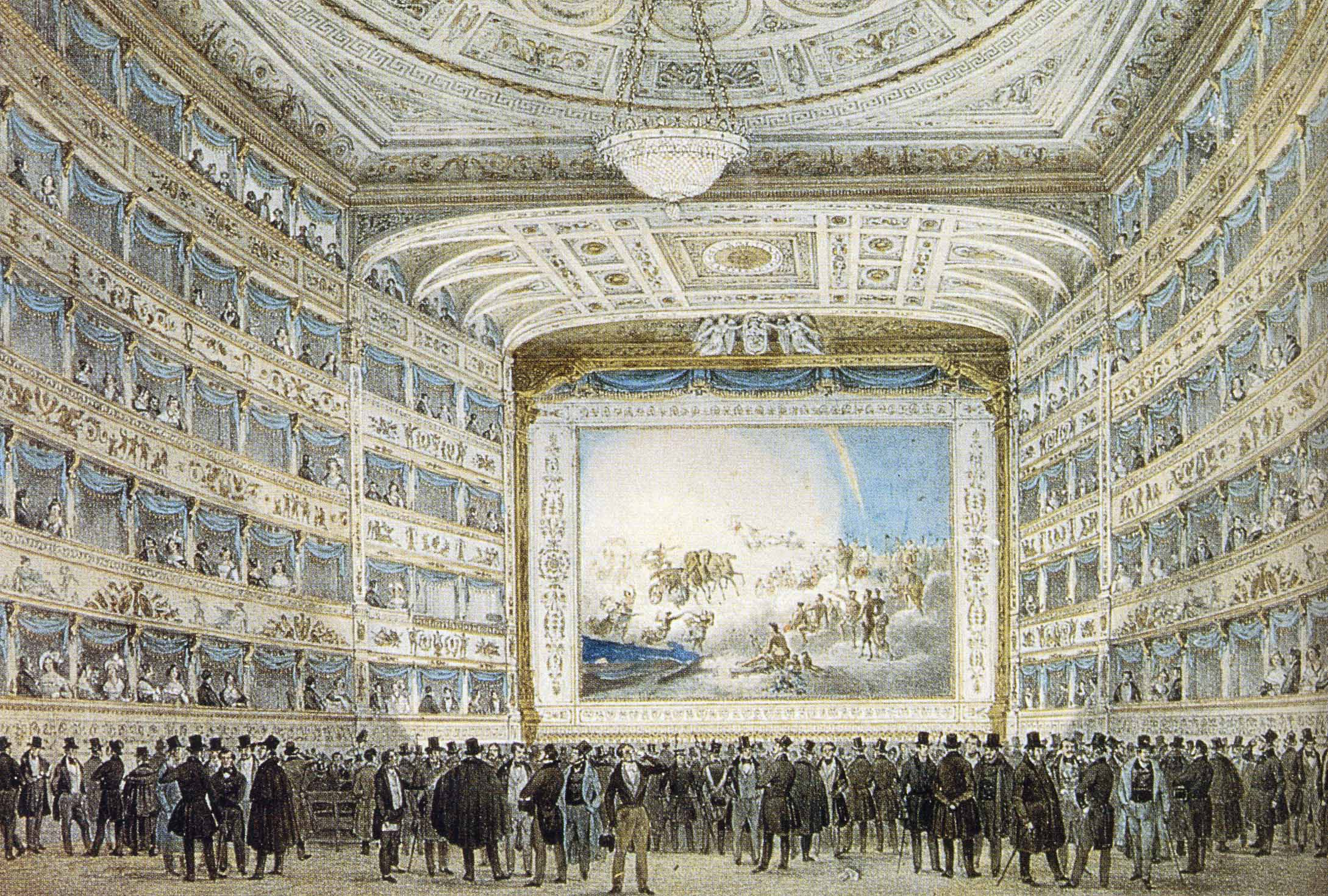
Interior de La Fenice

Amb el descobriment de la música perduda des de feia molt de temps de la revisió de març de 1813 de Ferrara, i amb la finalització de l'edició crítica, l'obra va ser restablerta quan la mezzosoprano Marilyn Horne, que ja havia expressat el seu interès el 1972 per a la realització de l'edició de Ferrara si mai sortís a la llum, va assumir el paper principal a la Houston Grand Opera, el 13 d'octubre de 1977. Horne, que ràpidament es va associar fortament amb aquest paper, va insistir en el tràgic final de Ferrara, citant que és més coherent amb el to general de l'òpera i que ella trobava convincent el final feliç. De fet, la majoria dels enregistraments d'aquesta òpera avui dia utilitzen la conclusió de Ferrara, mentre que alguns inclouen el final de Venècia com un tema extra.
Les actuacions triomfals de Horne com a Tancredi a Houston aviat la van dur a tenir invitacions d'altres teatres d'òpera per cantar el paper, i és en gran part gràcies als seus esforços que l'òpera va gaudir una onada de revivals durant la segona meitat del segle xx. Horne la va cantar al Teatro dell'Opera di Roma (1977), al San Francisco Opera (1979), a l'Festival d'Ais de Provença (1981), La Fenice (1981, 1983), i el Lyric Opera de Chicago (1989), entre d'altres.
Pier Luigi Pizzi va posar en escena una nova producció de Tancredi per al Rossini Opera Festival de Pesaro el 1982, que de forma original va utilitzar tant el final tràgic com el feliç, intercalant-los com una "seqüència d'un somni" d'Amenaide. La producció va ser de Gianluigi Gelmetti i va comptar amb Lucia Valentini Terrani en el paper principal, així com amb Dalmacio Gonzales com a Argirio, Katia Ricciarelli com a Amenaide, Giancarlo Luccardi com a Orbazzano i Bernadette Manca di Nissa com a Isaura, que més tard va passar a realitzar el paper principal per a la gravació del DVD en viu de 1992. La producció també va ser restablerta a Pesaro el 1991, el 1999 i el 2004.
Al Liceu es presentà aquesta òpera per primera vegada el 1989, després de 160 anys de l'última representació a la ciutat, també amb Marilyn Horne.
Tancredi no és una de les òperes muntades amb més freqüència, i actualment ha esdevingut una raresa en l'escena de l'òpera. La contralt Ewa Podles va aconseguir el reconeixement en el paper protagonista, que el realitza a la Vlaamse Opera (1991), La Scala (1993), a l'Òpera Estatal de Berlín (1996), a la Canadian Opera Company (2005), al Festival Internacional de Música Caramoor (2006), al Teatro Real (2007), i a l'Òpera de Boston (2009), entre d'altres. També va gravar el paper el 1995. La mezzosoprano búlgara Vesselina Kasarova també ha estat elogiada en el paper, cantant al Festival de Salzburg (1992), amb l'Orquestra de l'Òpera de Nova York (1997), i en una gravació de 1996 amb el Cor de la Ràdio Bavaresa i l'Orquestra de la Ràdio de Múnic.
El 2005 es va produir a Roma i a Florència (on va ser filmada en DVD amb Daniela Barcellona en el paper principal), i després va ser presentada per la Deutsche Oper de Berlín el 2011, amb Alberto Zedda com a director. Barcellona va cantar Tancredi de nou en una nova posada en escena de l'òpera al Teatro Regio de Torí al novembre de 2009. El Theater an der Wien va muntar l'obra per primera vegada l'octubre del 2009 amb Vivica Genaux en el paper principal i René Jacobs a la direcció.
Tancredi es va presentar en concert pel Théâtre des Champs-Élysées de París el desembre de 2009 amb Nora Gubisch com a Tancredi. A més, com a part de la seva sèrie de revivals de Rossini, va presentar una posada en escena al maig 2014, amb Marie-Nicole Lemieux en el paper principal i Patrizia Ciofi com a Amenaide. La producció va utilitzar el final tràgic de Ferrara, però incorporant molts dels canvis i de les reversions que es troben en la versió del desembre de 1813 de Milà.
El 2018, el Teatro Nuovo va presentar actuacions alternades de la partitura veneciana original (incloent-hi les parts que s'han substituït en la majoria de les produccions modernes) i una versió que van anomenar Tancredi rifatto, incorporant totes les peces substitutives conegudes de Rossini (inclosa l'ària escrita per substituir Di tanti palpiti).

## Rols
| Rol | Tipus de veu            | repartiment d'estrena, 6 de febrer de 1813 (Director: -) |
| --- | ----------------------- | -------------------------------------------------------- |
| Tancredi, un soldat siracusà exiliat                                                                   | contralt o mezzosoprano | Adelaide Melanotte-Montresor                             |
| Amenaide, filla d'una família noble, enamorada de Tancredi                                             | soprano                 | Elisabetta Manfredini-Guarmani                           |
| Argirio, pare d'Amenaide; cap de la seva família, en guerra amb la família d'Orbazzano                 | tenor                   | Pietro Todràn                                            |
| Orbazzano, el cap de la seva noble família, en guerra amb la família d'Argirio                         | baix                    | Luciano Bianchi                                          |
| Isaura, amiga d'Amenaide                                                                               | contralto               | Teresa Marchesi                                          |
| Roggiero, l'escuder de Tancredi                                                                        | mezzosoprano o tenor    | Carolina Sivelli                                         |
| Cavallers, nobles, escuders, siracusans, sarraïns; dames de companyia, guerrers, patges, guàrdies, etc |                         |                                                          |

## Argument
El drama transcorre a la ciutat siciliana de Siracusa l'any 1005.
Acte I

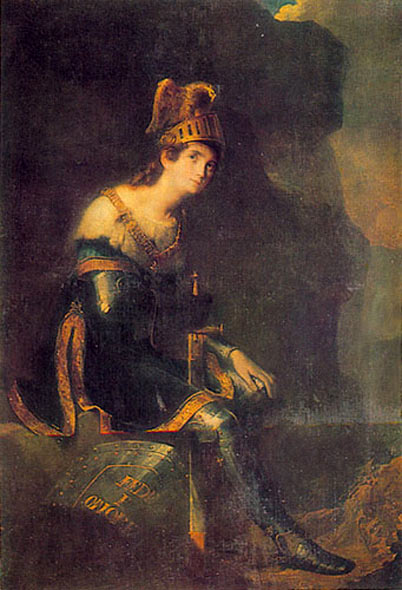
Zinaida Volkonskaya com a Tancredi

Se celebra la pau entre les famílies rivals d'Argirio i Orbazzano. La causa d'aquesta pau és la necessitat de combatre units l'atac dels sarraïns que, capitanejats per Solamir, amenacen Siracusa. Per segellar la pau, Argirio acaba d'oferir la mà de la seva filla Amenaide a Orbazzano.
Amenaide està enamorada de Tancredi, el qual fa temps que pateix l'exili per culpa d'Orbazzano. La noia li ha escrit una carta demanant-li que torni i fugi amb ella; en aquesta carta no figura el nom del seu estimat. Tancredi arriba d'incògnit a Siracusa sense haver rebut la carta d'Amenaide. Quan els dos joves es troben, Amenaide, tement que Orbazzano pugui matar-lo, prega a Tancredi que marxi sense donar-li més explicacions.
Quan Argirio es disposa a lliurar la seva filla a Orbazzano, Amenaide es nega rotundament, i llavors Orbazzano mostra la carta d'Amenaide que ell ha interceptat. En presència de tots, Orbazzano proclama que aquesta carta anava dirigida a Solamir, i acusa la noia de tenir relacions amb l'enemic. Amenaide és repudiada pel seu pare i condemnada a mort per alta traïció. Tancredi, que ha presenciat l'escena entre el poble, també creu en la culpabilitat de la seva promesa, doncs pensa que Amenaide l'instava a anar-se'n per així poder-se reunir amb Solamir.
Acte II
Tancredi, que s'ha donat a conèixer, accepta defensar Amenaide en un Judici de Déu, lluitant contra Orbazzano. Tancredi venç al seu rival, de manera que salva la noia, però com que segueix creient que ella l'ha traït amb Solamir, surt a buscar la mort lluitant contra els sarraïns.
Argirio, i els altres cavallers siracusans, segueixen a Tancredi al camp de batalla. Amenaide i la seva dama Isaura, romanen escoltant l'estrèpit de la batalla.
Final de Venècia
Tots tornen victoriosos. Solamir, en morir, ha garantit l'honor i innocència d'Amenaide. L'obra acaba feliçment amb l'abraçada i perdó de Tancredi i Amenaide.
Final de Ferrara
Tornen les tropes victorioses portant a Tancredi moribund a causa de les ferides rebudes en combat. Solamir, en morir, ha garantit l'honor i innocència d'Amenaide. Tancredi perdona a la seva promesa i mor en els seus braços.

## Estructura
La simfonia s'estructura en els següents actes:

### Acte I
- 1 Introducció Pace, onore, fede, amore (Cor, Isaura, Argirio, Orbazzano)
- 2 Cor i Cavatina Più dolci e placide - Come dolce all'alma mia (Amenaide)
- 3 Recitatiu i Cavatina Oh patria! - Di tanti palpiti (Tancredi)
- 4 Recitatiu i Ària Pensa che sei mia figlia (Argirio)
- 5 Recitatiu i Duet L'aura che intorno spiri (Amenaide, Tancredi)
- 6 Cor Amori, scendete
- 7 Final I Ciel, che intesi! (Argirio, Amenaide, Tancredi, Orbazzano, Isaura, Roggiero, Cor)

### Acte II
- 8 Recitatiu i Ària Ah segnar invan io tento (Argirio)
- 9 Ària Tu che i miseri conforti (Isaura)
- 10 Escena i Cavatina No, che il morir non è (Amenaide)
- 11 Recitatiu i Duet Ah, se de' mali miei (Argirio, Tancredi)
- 12 Recitatiu i Ària Giusto Dio, che umile adoro (Amenaide, Cor)
- 13 Cor Plaudite, o popoli
- 14 Recitatiu e Duet Fiero incontro! (Tancredi, Amenaide)
- 15 Ària Torni alfin ridente (Roggiero)
- 16 Escena i Cavatina Ah, che scordar non so (Tancredi)
- 17 Final II Fra quei soavi palpiti (Amenaide, Argirio, Tancredi, Isaura, Roggiero, Cor)[38]

## Anàlisi musical

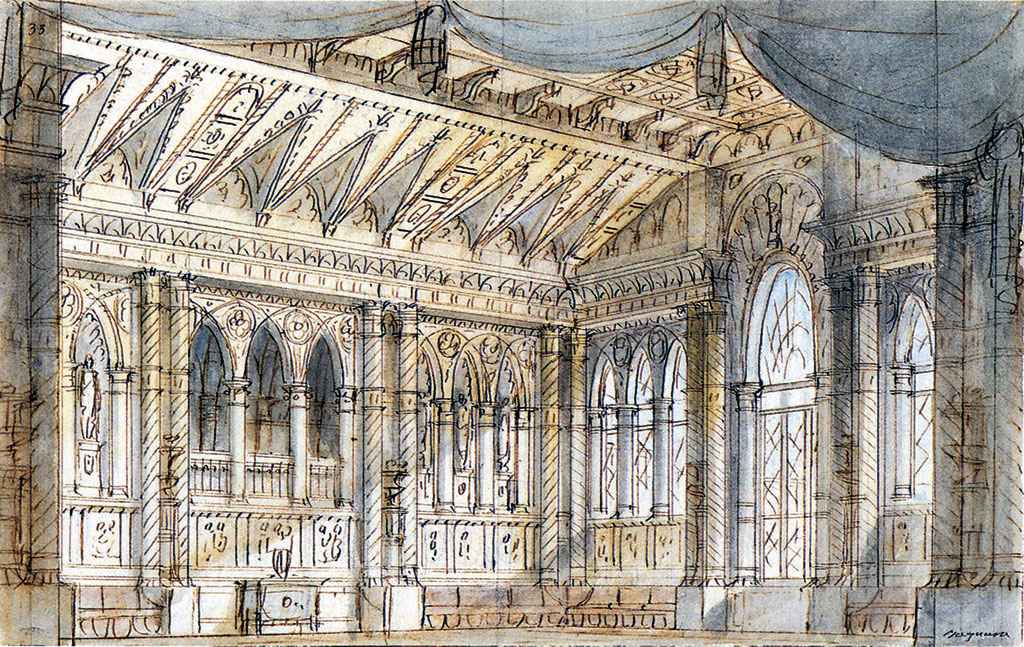
Decorat de Francesco Bagnara per a Tancredi (1833)

L'èxit de Tancredi va contribuir a afermar la convicció creixent que Rossini era el primer compositor operístic d'Itàlia. El que resulta més interessant d'aquesta òpera és el caràcter renovador que Rossini va saber impregnar a la partitura, aplicant l'estructura de l'òpera bufa en aquest drama seriós. Per una part, els concertants són més freqüents i duren més que en l'òpera seriosa heretada del segle xviii; per una altra, Rossini substitueix l'aridesa del recitatiu "sec" amb clavecí per recitatius més curts en els quals l'orquestra recolza la veu i es barreja amb ella: fa ressaltar en particular el paper dels instruments de vent que realcen la línia vocal.
La senzillesa només és aparent. La melodia rossiniana exigeix, d'entrada, un domini perfecte de la vocalització, ja que aquesta no és de cap manera una ornamentació inútil, sinó un element fonamental de l'expressió. I, sense cap dubte, només adquirint consciència d'aquesta reforma introduïda per Rossini en l'òpera seriosa -llavors sotmesa als abusos de les coloratures i a cadències improvisades- és possible trobar a Tancredi les fonts del bel canto pur i gaudir dels seus refinaments vocals.
Sobretot, el geni melòdic del músic subratlla el lloc predominant del cant que, de sobte, es transforma en el mode d'expressió musical més natural i profund. La forma d'ària i cabaletta, presentada per un recitatiu acompanyat brilla especialment en la famosa escena d'arribada de Tancredi amb l'ària Tu che accendi questo core i la cèlebre cabaletta Di tanti palpiti cantada per Tancredi (mezzosoprano coloratura) en el primer acte de l'obra n'és un bon exemple, que es va fer universalment famosa i va encisar tothom precisament per la seva simplicitat.
La vida de Rossini està plena d'anècdotes. Per exemple, a Venècia, aquesta ària era coneguda l'aria dei risi (ària de l'arròs) perquè sembla que l'hauria compost en una fonda en el temps que va trigar a coure's l'arròs que havia encarregat. La veracitat d'aquesta anècdota segurament és tan fiable com la que els jutges venecians, cansats de sentir cantussejar Di tanti palpiti a tota hora, van arribar a prohibir-ho durant les sessions dels tribunals. La música d'aquesta ària, tant la melodia com després l'acompanyament orquestral, eren una novetat per l'any 1813. Els instruments no s'acontenten en doblar la part cantada, sinó que a més descriuen els secrets sentiments de l'heroi. L'orquestra adquireix una existència autònoma, independent de la línia vocal, que va ser aleshores una revolució per a l'òpera. Que tardés només quinze minuts a compondre-la no ens hauria de sorprendre en el compositor que va escriure El barber de Sevilla en catorze dies, i que segurament no va utilitzar-ne gaires més per compondre el mateix Tancredi.

## Enregistraments
| Any  | Elenc (Tancredi, Amenaide, Argirio, Orbazzano)                              | Director, teatre d'òpera i orquestra | Segell                                                 |
| ---- | --------------------------------------------------------------------------- | --- | ------------------------------------------------------ |
| 1977 | Marilyn Horne, Margherita Rinaldi, Renzo Casellato, Nicola Zaccaria         | Gabriele Ferro, Orquestra i cor del Teatro dell'Opera di Roma, (Àudio i vídeo enregistrats a la representació de l'Òpera de Roma, Desembre)                                                           | Àudio CD: Celestial Audio, Cat: CA 202                 |
| 1978 | Fiorenza Cossotto, Lella Cuberli, Werner Hollweg, Nicola Ghiuselev          | Gabriele Ferro, Capella Coloniesis and Chorus of Westdeutschen Rundfunks | CD: Fonit Cetra Cat: 2564 69972-7                      |
| 1981 | Marilyn Horne, Lella Cuberli, Ernesto Palacio, Nicola Zaccaria              | Versió de FerraraRalf Weikert, Orquestra i cor de La Fenice, Venècia (Recording of a performance in La Fenice, December)                                                                              | CD: Mondo Musica Cat: MFOH 1074                        |
| 1992 | Bernadette Manca di Nissa, Maria Bayo, Raúl Giménez, Ildebrando D'Arcangelo | Versió de FerraraGianluigi GelmettiRadio Symphony Orchestra and Chorus, Stuttgart (Enregistrat al Schlosstheater Schwetzingen) (Includes Venice ending)                                               | DVD: Arthaus Musik Cat: 100 206 (Europe); 100 207 (US) |
| 1994 | Ewa Podleś, Sumi Jo, Stanford Olsen, Pietro Spagnoli                        | Versió de VenèciaAlberto Zedda, Collegium Instrumentale Brugense, Capella Brugensis (enrgistrat al teatre de Poissy i al Centre Musical-Lyrique-Phonographique, Île de France, del 26 al 31 de gener) | CD: Naxos Records Cat: 8.660037-8                      |
| 1995 | Vesselina Kasarova, Eva Mei, Ramón Vargas, Harry Peeters                    | Versió de VenèciaRoberto Abbado, Münchener Sinfonieorchester, Bayrischer Rundfunkchor (Includes the Ferrara ending)                                                                                   | CD: RCA Victor Cat: 09026 68349-2                      |
| 2003 | Daniela Barcellona, Mariola Cantarero, Charles Workman, Nicola Ulivieri     | Paolo Arrivabeni, Orquestra i cor del Teatro Lirico Giuseppe Verdi, Trieste | DVD: Kicco Classics Cat: KCOU 9004                     |
| 2004 | Matthias Rexroth, Alexandra Zabala, Simon Edwards, Christian Tschelebiew,   | Wilhelm Keitel, Orquestra de Minsk i cor "Motet et Madrigal", Posen | CD: NEF Cat: ASIN: B0002CPFCE                          |
| 2005 | Daniela Barcellona, Darina Takova, Raúl Giménez, Marco Spotti               | Versió de FerraraRiccardo Frizza, Orchestra and Chorus of Maggio Musicale Fiorentino (Video recording of a performance in the Teatro Comunale di Firenze, 21 October)                                 | DVD: TDK, Cat: DVWW OPTANC                             |